# Rafe Spall

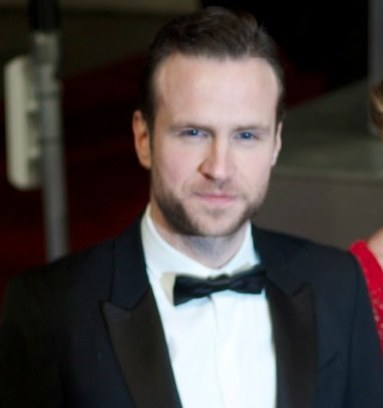
Rafe Spall (2013)

Rafe Spall (* 10. März 1983 in East Dulwich, London) ist ein britischer Schauspieler.

## Privatleben
Rafe Spall ist in London geboren und aufgewachsen. Sein Vater ist der britische Schauspieler Timothy Spall. Er ist das zweite von drei Kindern von Timothy und Shane Spall (geb. Baker). Rafe ist der Name des Titelhelden in The Knight of the Burning Pestle von Francis Beaumont, die sein Vater in den 1980er Jahren spielte.
Im August 2010 heiratete er die Schauspielerin Elize du Toit. Sie leben in West Kensington und haben zusammen eine Tochter und einen Sohn.

## Karriere
Schon in der Schulzeit entschloss sich Rafe Spall Schauspieler zu werden und verließ das College und ging zum National Youth Theatre, um einen Platz in einer Schauspielschule zu bekommen. Er hat mit Regisseur Edgar Wright zusammengearbeitet, so spielte er in den Filmen Shaun of the Dead (2004) und Hot Fuzz – Zwei abgewichste Profis (2007) zusammen mit Simon Pegg und Nick Frost mit. Spall spielte auch in Quentin Tarantinos und Robert Rodriguez’ Film Grindhouse. Es folgten Rollen in He Kills Coppers, Desperate Romantics und Anonymus.
2007 stand Rafe Spall zum ersten Mal zusammen mit seinem Vater in einer Adaption von A Room with a View vor der Kamera. 2012 spielte er in dem Oscar-prämierten Drama Life of Pi: Schiffbruch mit Tiger.
2014 spielte Spall eine Hauptrolle in X+Y. 2015 folgte die Rolle des John Hancock in der dreiteiligen Serie Sons of Liberty.

## Filmografie (Auswahl)
- 2001: Beginner’s Luck
- 2002: Out of Control (Fernsehfilm)
- 2004: Shaun of the Dead
- 2004: Calcium Kid (The Calcium Kid)
- 2005: Hooligans (Green Street)
- 2006: The Last Mission – Das Himmelfahrtskommando (The Last Drop)
- 2006: Ein gutes Jahr (A Good Year)
- 2006: Streets of London – Kidulthood (Kidulthood)
- 2006: Dracula (Fernsehfilm)
- 2007: Hot Fuzz – Zwei abgewichste Profis (Hot Fuzz)
- 2007: Grindhouse (Fake-Trailer Don’t)
- 2007: Get Off My Land
- 2007: A Room with a View (Fernsehfilm)
- 2008: He Kills Coppers (Fernsehfilm)
- 2008: Close
- 2009: Desperate Romantics (Fernsehserie, 6 Folgen)
- 2009: The Scouting Book for Boys
- 2009: Modern Life Is Rubbish
- 2009: Agatha Christie’s Marple – Ein Schritt ins Leere (Why Didn’t They Ask Evans?, Fernsehfilm)
- 2010: Behind the Door
- 2010: Sus
- 2010–2011: Pete Versus Life (Fernsehserie, 11 Folgen)
- 2011: The Shadow Line (Fernsehserie, 6 Folgen)
- 2011: Anonymus
- 2011: Zwei an einem Tag (One Day)
- 2012: Prometheus – Dunkle Zeichen (Prometheus)
- 2012: Life of Pi: Schiffbruch mit Tiger (Life of Pi)
- 2013: Das hält kein Jahr…! (I Give It a Year)
- 2013: The World’s End
- 2013: The F-Word – Von wegen nur gute Freunde! (The F Word)
- 2014: X+Y
- 2014: Black Mirror (Fernsehserie, Weihnachtsspecial)
- 2014: Rettet Weihnachten! (Get Santa)
- 2015: Sons of Liberty (Miniserie)
- 2015: The Big Short
- 2016: BFG – Big Friendly Giant (The BFG)
- 2016: Gib den Jungs zwei Küsse – Mum’s List (Mum’s List)
- 2017: The Ritual
- 2018: Jurassic World: Das gefallene Königreich (Jurassic World: Fallen Kingdom)
- 2019: Men in Black: International
- 2019: Just Mercy
- 2019: The War of the Worlds – Krieg der Welten (The War of the Worlds, Miniserie, 3 Folgen)
- seit 2020: Trying (Fernsehserie)
- 2021: Und täglich grüßt die Liebe (Long Story Short)
- 2022: The English (Miniserie, 2 Folgen)
- 2024: Wilhelm Tell (William Tell)
- 2024: Rich Flu